# Branislav Labant
Branislav Labant (Žilina, 11 maggio 1976) è un ex calciatore slovacco, di ruolo difensore.